# 폭스하운드

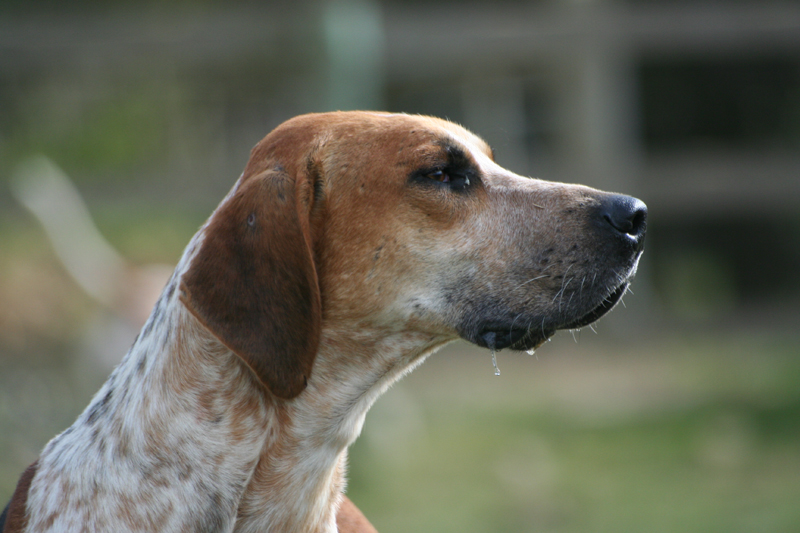
잉글리쉬 폭스하운드

폭스하운드(영어: foxhound)는 대형의 하운드 종이다. 센트 하운드답게 발달된 후각을 갖고 있다. 몸무게 12-22kg, 키 52-63cm로 체형은 균형이 잘 잡혔고, 귀는 얇으며 늘어져 있다. 꼬리에는 털송이가 있으며 발가락은 고양이처럼 둥근 모양이다. 털은 강모(剛毛)이지만 짧고 매끈매끈하다. 털색깔은 흰 바탕에 검은색이나 황갈색의 얼룩점이 있는 것이 보통이다. 영국 원산으로 18세기 이래 영국 수렵가들이 여우 사냥용으로 개량한 사냥개이다. 잘 달리고 인내심이 강하여 사냥개로서 널리 쓰이는데 오스트레일리아에서는 목양견으로 쓰이고 있다. 폭스하운드에는 다음 네 품종이 있다.

## 종류
- 아메리칸 폭스하운드
- 잉글리시 폭스하운드
- 블랙 앤드 탄 폭스하운드
- 웰시 하운드

## 같이 보기
- 잉글리시 폭스하운드